# John Arne Riise
John Arne Semundseth Riise (* 24. září 1980, Ålesund, Norsko) je norský fotbalový obránce a reprezentant hrající za norský klub Aalesund. Jeho preferovaná noha je levá, proto také hraje levého obránce. Riise se nejvíce proslavil v Liverpoolu, kde odehrál přes 300 zápasů a vyhrál s ním mnoho trofejí, včetně Ligy mistrů 2004/05.
Jeho mladší bratr Bjørn Helge Riise je taktéž fotbalista.

## Reprezentační kariéra
Hrál za norské mládežnické výběry.
V A-mužstvu Norska debutoval 31. 1. 2000 v utkání proti týmu Islandu (remíza 0:0).